# L'incontro delle civiltà
L'incontro delle civiltà. La nuova identità americana, in inglese Who Are We? The Challenges to America's National Identity (2004) è un trattato del politologo e storico Samuel P. Huntington (1927-2008). Il libro tenta di comprendere la natura dell'identità americana e le sfide che dovrà affrontare in futuro.

## Descrivere l'identità americana
Nel descrivere l'identità americana, Huntington contesta innanzitutto l'idea che il paese sia, come spesso ripetuto, "una nazione di immigrati". Scrive che i fondatori dell'America non erano immigrati, ma coloni, dal momento che i coloni britannici vennero in Nord America per stabilire una nuova società, invece di migrare da una società esistente a un'altra come fanno gli immigrati. I popoli successivi che si unirono alla cultura presente nelle colonie britanniche originarie, già stabilite da questi coloni, erano infatti immigrati.
Molte persone indicano il Credo americano come il nucleo dell'identità americana. Huntington definisce il Credo americano come l'incarnazione dei principi di libertà, uguaglianza, individualismo, governo rappresentativo e proprietà privata. Eppure Huntington chiede:
(Samuel P. Huntington, L'incontro delle civiltà. La nuova identità americana, traduzione di Roberto Merlini, p. 75)
Huntington sostiene che, tra tutte le nazioni d'Europa, e tra tutte le colonie, solo l'America ha sviluppato il Credo americano, e che questa semplice osservazione richiede una spiegazione. Questa osservazione porta a due conclusioni: che l'America era una colonia inglese, e che solo l'America si è formata come risultato della Riforma.
Per avanzare la sua argomentazione sul contributo all'America della sua eredità inglese, dice:
(Samuel P. Huntington, L'incontro delle civiltà. La nuova identità americana, traduzione di Roberto Merlini, pp. 76-77)
Quanto all'importanza del protestantesimo, Huntington afferma che «le idee costitutive del credo hanno origine nel protestantesimo dissidente». In particolare, evidenzia:
(Samuel P. Huntington, L'incontro delle civiltà. La nuova identità americana, traduzione di Roberto Merlini, p. 85)

## Sfide all'identità americana
Huntington sostiene che è durante gli anni '60 che l'identità americana inizia a erodere. Questo è stato il risultato di diversi fattori:
- L'inizio della globalizzazione economica e l'ascesa delle identità subnazionali globali;
- L'allentamento della guerra fredda e la sua fine nel 1989 hanno ridotto l'importanza dell'identità nazionale;
- Tentativi dei candidati alle cariche politiche per conquistare gruppi di elettori;
- Il desiderio dei capigruppo subnazionali di migliorare lo status dei loro rispettivi gruppi etnici-razziali e il loro status personale all'interno di essi;
- L'interpretazione in senso di azioni "positive" da parte di organi non elettivi degli atti del Congresso che hanno portato alla loro esecuzione in modi opportuni, ma non necessariamente nei modi in cui gli autori intendevano, favorendo etnie, razze o generi percepite come "oppresse" (la corte suprema, ad esempio, dovette intervenire ad impedire all'Università del Michigan l'attribuzione automatica di 20 punti su 100 ai candidati al college appartenenti alle minoranze[2] nel caso Gratz v. Bollinger);
- La trasmissione di sentimenti di simpatia e colpa per azioni passate incoraggiata dalle élite accademiche e dagli intellettuali liberal;
- I cambiamenti nelle opinioni su razza ed etnia promossi dai diritti civili e dalle leggi sull'immigrazione;

Huntington pone il passaggio e la successiva errata interpretazione del Civil Rights Act del 1964 e del Voting Rights Act del 1965 al centro delle azioni del governo che hanno eroso il Credo americano. Huntington scrive:
(Samuel P. Huntington, L'incontro delle civiltà. La nuova identità americana, traduzione di Roberto Merlini, p. 176)
Eppure questi atti diedero luogo ad un sistema di quote e di azioni "positive", cosicché «la corte ravvisò nel Titolo VII un vincolo legale che i proponenti della legge avevano espressamente disconosciuto».
Un'altra componente dell'identità americana che Huntington considera sotto attacco è l'uso dell'inglese. Fino alla fine del XX secolo, l'inglese è stata la lingua dominante in America ed è stata attivamente insegnata agli immigrati. Questo non solo perché gli americani nel corso della storia avevano parlato questa lingua, ma anche perché, con una varietà di lingue portate da diversi gruppi di immigrati negli Stati Uniti, insegnare a tutti a imparare a parlare e scrivere l'inglese assicurava la comunicazione tra questi gruppi. Questa tradizione è stata inavvertitamente minata dal Titolo VI della legge sui diritti civili, che vietava la discriminazione sulla base della "origine nazionale". L'atto fu interpretato nel senso che i potenziali elettori che non parlavano inglese avevano diritto all'assistenza in base a questa clausola di "origine nazionale" in modo da non essere svantaggiati. Ciò ha portato a votazioni bilingue e all'inizio dell'istruzione bilingue. Nel 1974, la legge sui diritti civili «venne emendata per imporre alle scuole di fornire istruzione agli studenti nella loro lingua e nel rispetto della loro cultura originaria "nella misura necessaria a consentire all'allievo di progredire efficacemente attraverso il sistema educativo"». Tuttavia, Huntington afferma che il risultato fu, come affermato dal Segretario all'Istruzione del 1985 William Bennett, che il programma dell'educazione bilingue divenne un:
(Samuel P. Huntington, L'incontro delle civiltà. La nuova identità americana, traduzione di Roberto Merlini, p. 197)
Infine, l'unica sfida più imponente all'America, secondo Huntington, è il problema dell'immigrazione messicana e la conseguente "ispanizzazione" di quelle regioni degli Stati Uniti adiacenti e acquisite dal Messico. Teme che il risultato dell'immigrazione messicana possa essere un'America "biforcata". Huntington sostiene che l'immigrazione messicana differisce dalle precedenti ondate di immigrazione in diversi modi fondamentali, tra cui:
- Contiguità: l'America è l'unico paese del primo mondo al mondo che condivide un lungo confine indifeso con un paese del terzo mondo, rendendo l'attraversamento facile e attraente per i messicani[6].
- Numeri: negli anni '90, l'immigrazione messicana ha rappresentato il 25% di tutta l'immigrazione legale, molto più grande dell'afflusso di immigrati irlandesi o tedeschi all'inizio della storia americana[7].
- Clandestinità: nel 2003 circa 8-10 milioni di immigrati clandestini erano negli Stati Uniti, il 58% dei quali erano messicani[8].
- Concentrazione regionale: «Nel 2000, quasi due terzi degli immigrati messicani vivevano a ovest, e quasi metà in California»[9].
- Persistenza: si stima che quasi mezzo milione di messicani emigreranno negli Stati Uniti ogni anno fino al 2030, culminando in quasi mezzo secolo di forte immigrazione da un singolo paese[10].
- Presenza storica: «Nella storia degli Stati Uniti, nessun altro gruppo di immigrati ha mai rivendicato, o potuto rivendicare, il diritto "storico" al possesso di un territorio. I messicani e gli americani di origine messicana lo possono fare e lo stanno facendo»[11].

Non solo l'immigrazione messicana differisce dalla precedente immigrazione in questi modi, ma Huntington sostiene che i messicani ritardano altri immigrati nella loro assimilazione nella società americana per diversi motivi, tra cui:
- Lingua: diversamente dagli altri immigrati, gli immigrati ispanici enfatizzano la necessità che i loro figli parlino fluentemente lo spagnolo[12].
- Istruzione: i messicani avevano meno probabilità di diplomarsi e frequentare l'università rispetto ad altri gruppi di immigrati[13].
- Occupazione e reddito: gli immigrati messicani avevano molte meno probabilità di ricoprire posizioni professionali o manageriali e avevano bassi tassi di lavoro autonomo e di imprenditorialità. Questo è parallelo al loro livello di istruzione. Gli immigrati messicani avevano anche maggiori probabilità di vivere in povertà e di beneficiare del welfare rispetto a qualsiasi altro gruppo etnico, ad eccezione dei dominicani[14].
- Cittadinanza: il tasso di naturalizzazione degli immigrati messicani è stato tra i più bassi di tutti i gruppi di immigrati. Almeno una parte di ciò può essere attribuibile all'influenza dell'immigrazione clandestina[15].
- Matrimoni misti: i tassi di matrimoni misti ispanici sono approssimativamente equivalenti a quelli di altri gruppi di immigrati[16].
- Identità: gli immigrati messicani e i loro figli generalmente si definiscono prima messicani e poi americani. Tuttavia, circa un quarto degli ispanici si converte al protestantesimo, un fatto che Huntington attribuisce all'assimilazione della cultura americana, poiché molti ispanici provengono da una tradizione cattolica[17].

Huntington sostiene che queste differenze sono il risultato delle differenze culturali tra la cultura anglo-protestante americana e la cultura del cattolicesimo ispanica. Lionel Sosa, un uomo d'affari messicano-americano del Texas, riassume queste differenze come «la diffidenza verso coloro che sono estranei alla famiglia; la mancanza di iniziativa, di fiducia nei propri mezzi, e di ambizione; la bassa priorità attribuita all'istruzione; l'accettazione della povertà come virtù necessaria per l'ammissione al paradiso».
Huntington sostiene che questo modello persistente di un massiccio afflusso di immigrati dall'America Latina, in particolare dal Messico, ha già portato a cambiamenti nella cultura, negli affari, nella lingua e nell'istruzione negli Stati Uniti sud-occidentali. Se la tendenza continua, ciò potrebbe tradursi nel consolidamento di questa parte del paese in un distinto blocco culturale all'interno degli Stati Uniti che minaccia di biforcare l'America.
Infine, Huntington elenca altri modi in cui l'identità americana si è indebolita. Questi includono: il crollo dell'Unione Sovietica ha lasciato gli Stati Uniti senza un nemico contro cui definirsi; la denazionalizzazione delle élite aziendali, professionali, intellettuali e accademiche; e l'influenza delle diaspore. Per "denazionalizzazione", Huntington intende che questi americani si considerano per lo più membri di una comunità internazionale e non realmente come cittadini degli Stati Uniti.

## Rinnovare l'identità americana
Dopo aver esposto le preoccupazioni per l'indebolimento e la successiva dissoluzione dell'America, che potrebbe plausibilmente verificarsi a causa della biforcazione culturale e/o di un governo formato da élite denazionalizzate che ignorano sempre più la volontà del pubblico statunitense, Huntington tenta di formulare una soluzione a questi problemi. Sostiene che l'adesione al Credo americano di per sé non è sufficiente per sostenere un'identità americana. Un esempio di uno stato che ha tentato di usare solo l'ideologia è stata l'Unione Sovietica, che ha tentato di imporre il comunismo a diverse culture e nazionalità, e alla fine è crollata. Un destino simile potrebbe essere in serbo per gli Stati Uniti a meno che gli immigrati diventino americani, osa possibile solo se «emigrano in America, partecipano alla vita americana, imparano la lingua [inglese], la storia, i costumi, assorbono la cultura anglo-protestante e si identificano principalmente con l'America, anziché con il loro paese di nascita». In particolare, Huntington suggerisce che gli americani si rivolgano al protestantesimo, e riconoscano che ciò che distingue l'America dagli altri paesi è che si tratta di un paese occidentale estremamente religioso, fondato sui principi dell'Illuminismo e della Riforma protestante.

## Ricezione
Nell'anno dell'uscita del libro, Alan Wolfe di Foreign Affairs ha scritto: «affermare che esiste una comune "cultura anglo-protestante" [...] ignora il fatto che i protestanti sono in disaccordo con veemenza tra loro su cosa sia quella cultura». Ha inoltre sostenuto che «Huntington non riesce ad apprezzare il grado in cui gli immigrati hanno plasmato la cultura americana anche quando si sono assimilati» e che le élite liberal che critica «includono un numero sproporzionatamente elevato di anglo-protestanti la cui cultura Huntington vuole celebrare». Michiko Kakutani del New York Times lo ha ulteriormente criticato come «argomentazione di riciclaggio fatta da un'ampia gamma di pensatori precedenti... mentre sorvolava masse di ricerca con analisi decisamente soggettive» e come «piena di grossolane generalizzazioni [...] e affermazioni ugualmente discutibili».
L'articolo del Washington Post del 2013, anni dopo la morte di Huntington, di Dylan Matthews ha sfidato i punti del suddetto, sostenendo che gli immigrati latini si sono adattati all'inglese altrettanto rapidamente degli immigrati asiatici ed europei a partire dal 2000, che la competenza in inglese e il supporto per l'inglese come lingua ufficiale degli Stati Uniti tra i latinoamericani sono aumentati rispetto allo status generazionale, e che gli americani ispanici non sono meno religiosi o laboriosi degli americani bianchi.
Nel 2017, il critico del Washington Post Carlos Lozada ha scritto un editoriale che descrive le opere di Huntington come «[anticipatore delle] battaglie politiche e intellettuali dell'America e [indicò ] il paese che potremmo diventare». Afferma che Huntington «cattura la dissonanza tra classi lavoratrici ed élite, tra nazionalismo e cosmopolitismo, che si è manifestata nella campagna [elettorale] del 2016». Commenta anche che Huntington si è espresso in Lo scontro delle civiltà e L'incontro delle civiltà contrastano nettamente con quelli che ha espresso nel suo lavoro del 1981 American Politics: The Promise of Disharmony, in cui Huntington sostiene che gli americani sono principalmente uniti da un credo liberale classico piuttosto che da «identità etnica o fede religiosa». Lozada continua a sfidare le critiche alle idee di Huntington come «pensiero unico», affermando che «Huntington prevede un'America ribolliva da dubbi su di sé, il nazionalismo bianco e ostilità contro l'Islam». Tuttavia, ammette che Huntington offre una «visione ristretta dell'unicità americana», mettendo infine in guardia contro l'isolazionismo, «demonizzando i nuovi arrivati ed esigendo fedeltà culturale».